# Cagliarijski zaljev
Cagliarijski zaljev (tal. Golfo di Cagliari zvan i Golfo degli Angeli) je veliki duboki zaljev na južnoj obali otoka Sardinije u Italiji dio Tirenskog mora, u kojem leži grad Cagliari. 

## Zemljopisne osobine
Cagliarijski zaljev prostire se u dužinu od nekih 50 km, od rta Pule na zapadu do rta Carbonare na istoku, maksimalne je dubine 30 m. Pored Cagliarija, ostala veća naselja u zaljevu su; Domus de Maria, Pula, Villa San Pietro, Sarroch, Capoterra, Quartu Sant'Elena, Sinnai i Villasimius.
Na dijelu zaljeva danas se nalazi Park prirode Molentargius - Saline.
Za antike latinsko ime zaljeva bilo je Calaritanus sinus.

## Vanjske poveznice
- Cagliari na portalu Enciclopedia Italiana Treccani (tal.)